# Beniamino Vignola
Beniamino Vignola (Verona, 12 de junho de 1959), é um ex-futebolista italiano que atuava como médio.

## Carreira
Beniamino Vignola se profissionalizou no Hellas Verona.

## Seleção
Beniamino Vignola integrou a Seleção Italiana de Futebol nos Jogos Olímpicos de 1984, de Los Angeles.

## Títulos
Juventus
- Taça dos Clubes Vencedores de Taças: 1983–84
- Taça dos Clubes Campeões Europeus: 1984–85